# Alex Wright
Alexander Wright, detto Alex (Norimberga, 17 maggio 1975), è un ex wrestler tedesco.

## Biografia
È figlio del wrestler britannico Steve Wright (uno dei primi avversari dell'originale Tiger Mask) e di una donna tedesca.
Ha lottato in Germania e in Giappone prima di approdare alla World Championship Wrestling nel 1994. Era famoso per la danza eseguita prima dei suoi incontri e per la sua abilità tecnica sul ring.
Dopo il fallimento della WCW Wright è sparito dalle scene del wrestling nordamericano. Negli anni seguenti Wright ha combattuto pochissimi match e tutti in Germania. La sua immagine di wrestler è tuttora molto rispettata; a tale proposito, i fan della Ring of Honor cantano spesso in coro il suo nome nel corso degli show della federazione.
Attualmente Wright è impiegato in una banca di Norimberga e nella stessa città lavora anche come istruttore di fitness. Ha inoltre aperto una scuola di wrestling dal nome "The Wright Stuff" ("Das Wright Material" in tedesco).
Wright è un Cristiano rinato e durante la sua avventura nella WCW ha regolarmente studiato la Bibbia con gli altri cristiani della federazione.

## Personaggio

### Mosse finali
- Bridging german suplex[1]
- Hangman's neckbreaker

### Manager
- Debra
- The Wall

### Soprannomi
- "Das Wunderkind" (The Wonder Kid)[1][2]
- "World Superstar"

## Titoli e riconoscimenti
- Pro Wrestling Illustrated
  - Rookie of the Year (1995)
  - 54º tra i migliori 500 wrestler singoli dell'anno nei PWI 500 del 1995[3]
  - 408º tra i migliori 500 wrestler singoli nei PWI Years del 2003[4]
- World Championship Wrestling
  - WCW Cruiserweight Championship (1)
  - WCW Tag Team Championship (1 - con Stone Braisers)
  - WCW World Television Championship (1)